# Palazzo Mosca (Scanno)
Il Palazzo Mosca è sito a Scanno (AQ) all'incrocio tra Via Vincenzo Tanturri e Via Giuseppe Tanturri, con la facciata rivolta verso Piazza San Rocco.

## Storia
La tradizione lo vuole originariamente appartenuto alla famiglia dei Di Salvo, famiglia di Scanno, che furono baroni di Castrovalva fino al 1623, ma, lo spuntare del nome Teopista inciso sull'architrave di una finestra della facciata laterale fa intendere che la costruzione sia dovuta al facoltoso notaio di Scanno Donato Teopista.
Per l'estinzione della casata il palazzo passò per acquisto al dottor Gregorio Mosca di Pescocostanzo, da cui il nome del palazzo.
Gilberto Carbone, leggendo dati notarili, si dice favorevole alla costruzione del palazzo nella 2ª metà del XVII secolo, come si può notare dalla data 1657 su una finestra sul corte interna.

Questo fatto, tuttavia, non spiega la presenza del portale settecentesco e lo stemma dei Di Salvo (1773), la spiegazione potrebbe essere cercata nell'acquisizione di architetture e simboli nel palazzo creati ed assimilati, nel succedersi delle famiglie, come propri.
Nel 1909 il palazzo ha subito degli abbattimenti di edifici adiacenti per la realizzazione della strada provinciale Scanno-Villetta Barrea.

## Struttura

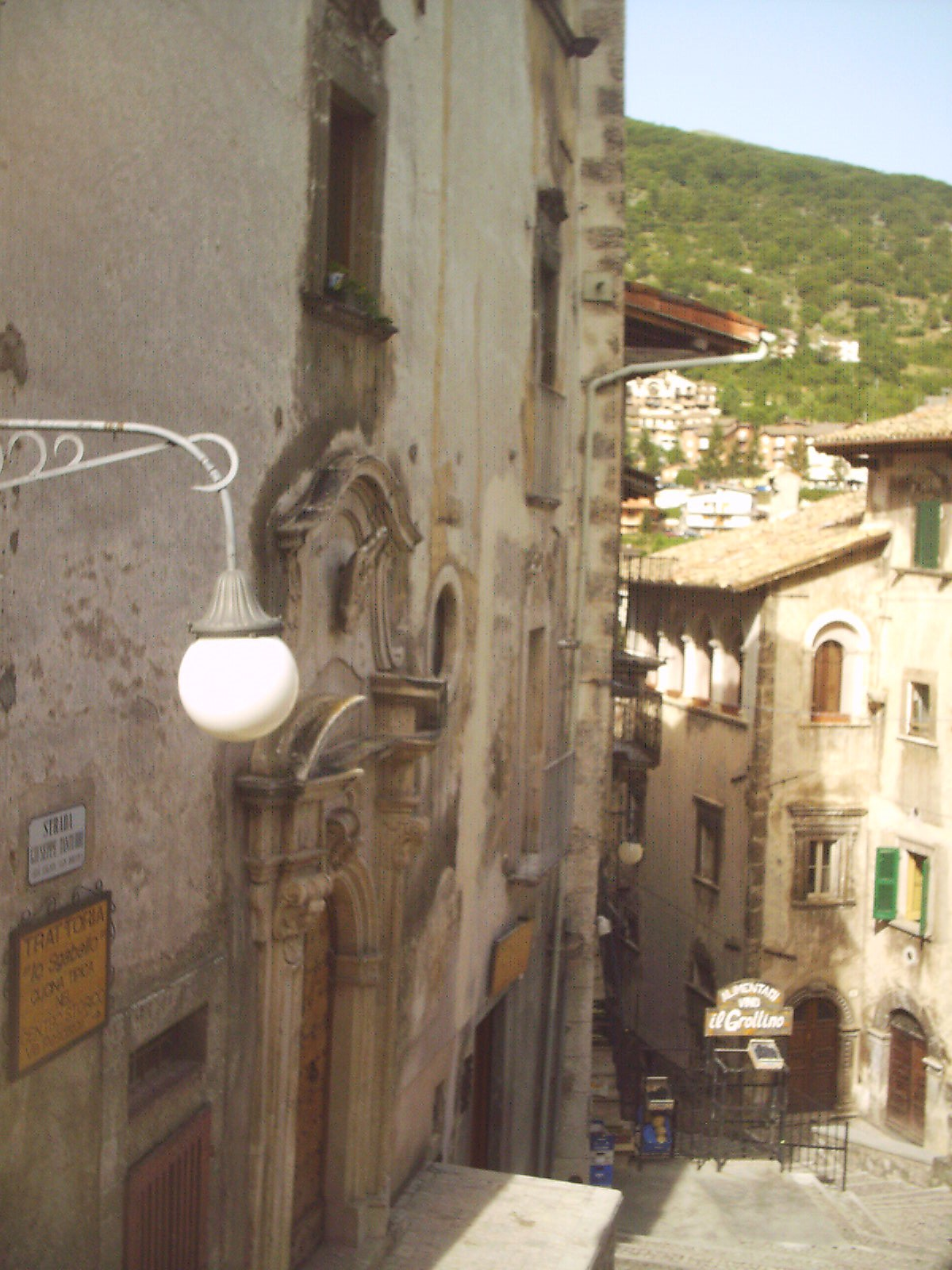
Il portale del Palazzo Mosca, in fondo a destra della discesa è possibile notare il loggiato del palazzo Colarossi

Il Palazzo Mosca è suddivisto in 2 corpi:
- il più raffinato è prospiciente la Piazza San Rocco, costituito dall'elegantissimo portale con stemma sovrastante l'entrata (1773);
- il più semplice, allineato su Via Vincenzo Tanturri ha l'iscrizione della famiglia Teopista.

Le 2 ali del palazzo fanno pensare a 2 fasi di costruzione nette e distinte,
La 1ª è romanico-barocca, mentre la 2ª è romanico-rurale-abruzzese.
Il corpo maggiore, rappresentato dalla 1ª ala è suddiviso su 3 livelli con facciata asimmetrica determinata dalla ridondanza dei motivi decoranti le finestre e pavoneggiato dall'elegantissimo portale con paraste ruotate mediante palmette, le cornici e le mensole a forma di angioletti alati, e sovrastate da uno pseudo-frontone con il succitato stemma e chiave di arco. Le decorazioni del portale sono comuni alle fontane di Scanno e dell'aquilano.
Il cornicione è in stucco a mensole con angeli alati alternati a coppie di puttini posti in modo a mimare una danza intorno al cornicione stesso.

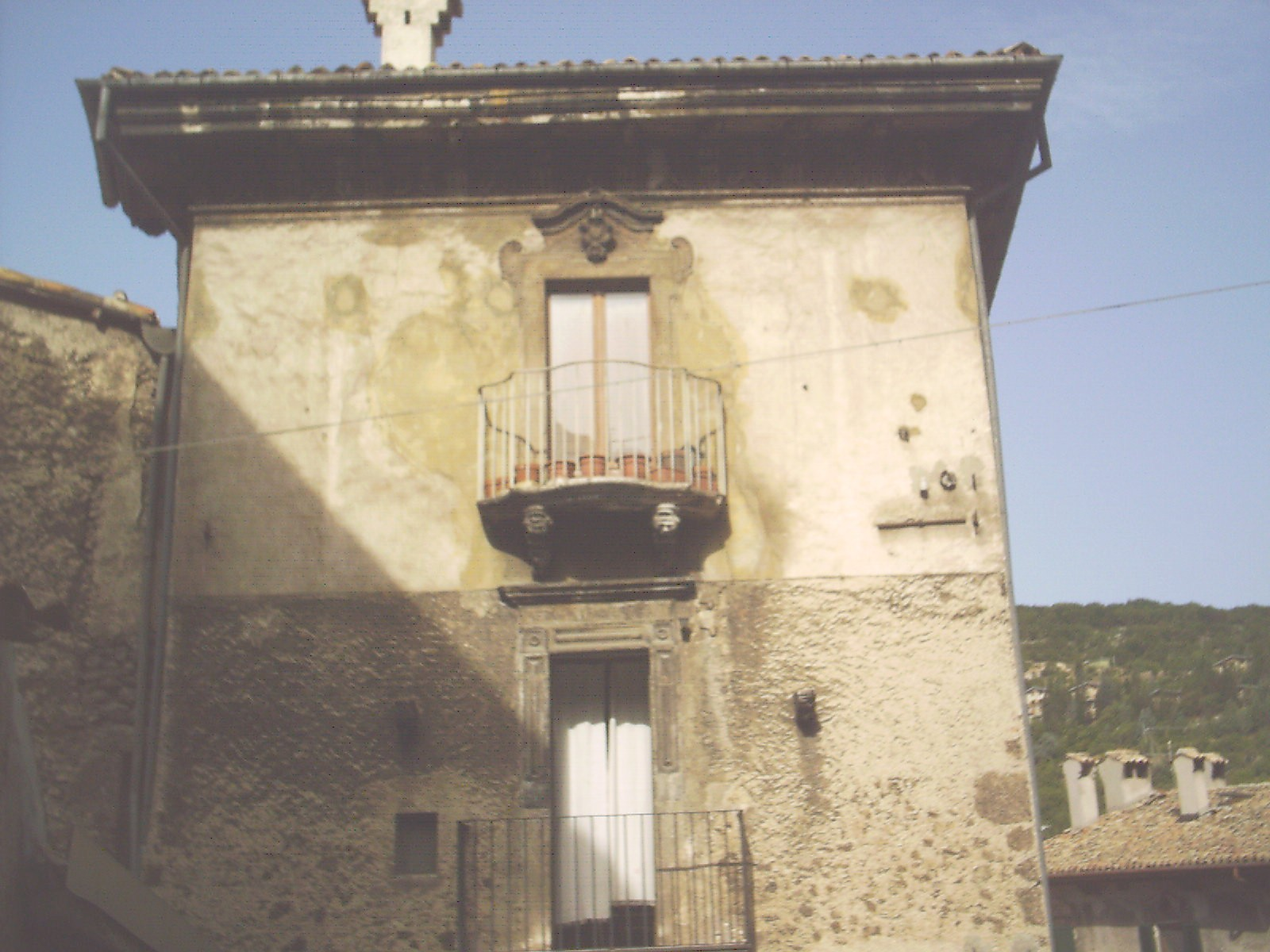
Prospetto su Via Vincenzo Tanturri del Palazzo Mosca